# Space (Steve Jolliffe)
Space is een studioalbum van Steve Jolliffe. Jolliffe kwam steeds verder buiten het gangbare circuit van platenlabels terecht. Het album werd uitgegeven door Horizon Music, maar de rug van de compact disc vermeldde alleen nog Steve Jolliffe Productions. 
Jolliffe maakte eerder albums met muziek die neigde naar Klaus Schulze en Tangerine Dream. Met dit album wendde hij zich meer richting Vangelis' filmmuziek.
Thema (citaat): 
- the moment before tears
- I become aware of an emotion
- a natural development of form
- that appears from my heart
- into a timeless SPACE.

## Musici
- Steve Jolliffe – synthesizers

## Muziek
| Nr. | Titel     | Duur  |
| --- | --------- | ----- |
| 1.  | Expandere | 13:07 |
| 2.  | Axioum    | 7:54  |
| 3.  | Ermite    | 5:01  |
| 4.  | Euclidean | 16:40 |
| 5.  | Cislunar  | 15:24 |
| 6.  | Eros      | 13:19 |